# آکلو
آکلو روستایی در استان نیانزا، کنیا می‌باشد.